# داني
دانييل ميغيل ألفيس غوميز (بالبرتغالية: Danny) (مواليد 7 أغسطس 1983 في كراكاس) لاعب كرة قدم برتغالي يلعب حاليا لصالح نادي زينيت سانت بطرسبرغ الروسي .

## مسيرته الكروية
لعب داني خلال مسيرته الاحترافية مع 6 أندية في واحد وعشرون موسمًا وسجل خلالها 77 هدفًا ضمن 384 مباراة. حيث فاز في ثلاثة مواسم بالكأس وفي ثلاثة مواسم بالدوري.
خاض داني مسيرته مع C.S. Marítimo B ‏ في موسم 2000–01 لمدة موسم واحد، مشاركًا في 6 مباريات سجل خلالها هدفًا واحدًا. ثم انتقل إلى نادي ماريتيمو في موسم 2001–02 في المرة الأولى واستمر معه طيلة ثلاثة مواسم ثم في موسم 2018–19 لمدة موسم واحد، حيث شارك طوالها في 77 مباراة سجل خلالها 6 أهداف. لينتقل بعدها إلى نادي سبورتينغ لشبونة في موسم 2004–05 لمدة موسم واحد، مشاركًا في 10 مباريات ولم يسجل أي هدف. ثم انتقل إلى نادي دينامو موسكو في موسم 2005 ليلعب معه أربعة مواسم، مشاركًا في 97 مباراة سجل خلالها 17 هدفًا. هذا وانتقل لاحقًا إلى نادي زينيت سانت بطرسبرغ في موسم 2008 ليلعب معه تسعة مواسم، مشاركًا في 173 مباراة سجل خلالها 52 هدفًا. ثم انتقل بعدها إلى نادي سلافيا براغ في موسم 2017–18 لمدة موسم واحد، مشاركًا في 21 مباراة سجل خلالها هدفًا واحدًا.

## روابط خارجية
- داني على موقع الاتحاد الدولي (مؤرشف)  (الإنجليزية)
- داني على موقع الاتحاد الأوربي (الإنجليزية)
- داني على موقع قاعدة بيانات كرة القدم.إي يو (الإنجليزية)
- داني على موقع ناشيونال فوتبول تيمز (الإنجليزية)
- داني على موقع Soccerway.com (الإنجليزية)
- داني على موقع عالم كرة القدم.نت (الإنجليزية)
- داني على موقع أوليمبيديا (الإنجليزية)
- داني على موقع AS.com (الإسبانية)